# Alfred Hoffmann (Geistlicher)
Alfred Hoffmann (* 4. August 1958 in Golßen) ist ein deutscher römisch-katholischer Geistlicher sowie Dompropst des Görlitzer Domkapitels. Von 2012 bis 2022 war er Generalvikar des Bistums Görlitz.

## Leben
Alfred Hoffmann legte nach der Ausbildung zum Elektroinstallateur am Norbertinum in Magdeburg das Abitur ab und studierte anschließend am Priesterseminar Erfurt Katholische Theologie. Am 27. Juni 1987 empfing er in Görlitz die Priesterweihe durch Bischof Bernhard Huhn. Nach seelsorglicher Tätigkeit in Lübben und Görlitz wurde er 1990 für ein Aufbaustudium freigestellt. Ab 1992 war er für drei Jahre Subregens des Erfurter Priesterseminars. 1998 wurde er in Erfurt mit Untersuchungen zu Theorie und Praxis des Atheismus im Marxismus-Leninismus der Deutschen Demokratischen Republik zum Dr. theol. promoviert.
Von 1996 bis 2012 leitete er das Seelsorgeamt im Ordinariat des Bistums Görlitz. Ab 2004 war er gleichzeitig Pfarrer an der Heilig-Kreuz-Kirche in Görlitz. Im gleichen Jahr wurde er Domkapitular. Mit Wirkung vom 1. September 2012 berief ihn Bischof Wolfgang Ipolt als Nachfolger Hubertus Zomacks zum Generalvikar des Bistums Görlitz. In dieser Funktion ist er geborenes Mitglied der Görlitzer Brückepreisgesellschaft.
Am 16. Oktober 2016 folgte er Hubertus Zomack auch im Amt des Dompropstes des Domkapitels an der Kathedrale St. Jakobus nach.
Im Januar 2022 gab das Bistum bekannt, dass Hoffmann das Amt des Generalvikars im Lauf des Jahres auf eigenen Wunsch an den bisherigen Seelsorgeamtsleiter Markus Kurzweil abgibt, um sich wieder mehr der Seelsorge widmen zu können. Am Ostersonntag, dem 17. April 2022 endete die Amtszeit Hoffmanns, und Kurzweil wurde in das Amt eingeführt.

## Veröffentlichung
- „Mit Gott einfach fertig“. Untersuchungen zu Theorie und Praxis des Atheismus im Marxismus-Leninismus der Deutschen Demokratischen Republik (= Erfurter theologische Studien, Band 79). Benno-Verlag, Leipzig 2000, ISBN 3-7462-1361-4, zugleich: Dissertation, Erfurt 1998